# Эль-Маква
Эль-Ма́ква  (араб. المقوع‎) — район (منطقة‎) в южной части Кувейта, в северной части губернаторства Ахмади, в 25 километрах к югу от столицы Эль-Кувейта и в 10 километрах к северо-западу от Эль-Ахмади. На территории района находится часть месторождения Большой Бурган. Район пересекает одноимённое шоссе 51. Назван в честь одноимённого района в городе Эль-Кувейт.